# إيتا الرامي
إيتا الرامي Eta Sagittarii (Eta Sgr, η Sagittarii, η Sgr) هو نجم ثنائي في كوكبة الرامي استنادا إلى قياسات التزيح، يقع هذا النجم على مسافة 146 سنة ضوئية (45 فرسخ فلكي) من الأرض.
إيتا الرامي من ضمن مجمة النعام الوارد مع نجوم النصل ووسط القوس والقوس الجنوبي .

## خصائص
النجم الرئيسي η Sagittarii A هو عملاق أحمر من التصنيف M2 III. وهو نجم تطور حاليا إلى مرحلة تسمى فرع عملاق مقارب، بعد أن استنفذ كل الهيدروجين والهليوم في نواتة. وبما أن مقدار سطوعة يخضع لتقلبات صغيرة بين +3.08 و 3.12 . يصنف كمتغير غير منتظم غني بالأكسجين  قياس القطر الزاوي لهذا النجم يبلغ 11.9 ± 2.1 ميلي ثانية قوسية. ونصف قطرة يعادل 57 نصف قطر شمسي.
النجم المرافق η Sagittarii B رصد لأول مرة من قبل الفلكي الأمريكي شربورن ويسلي بورنهام في عام 1879. ويشترك النجمان في حركة خاصة وقد يكونان متصلين جاذبياً ببعضهما البعض. ومن المرجح أن النجم الثانوي من نجوم النسق الأساسي نوع-F بقدر ظاهري +7.77. ويبعد النجمين عن بعضهما مسافة زاوية 3.6 ثانية قوسية، في زاوية موضع قدرها 108 درجة. هذا النجم يقع على مسافة 165 وحدة فلكية من النجم الرئيسي ويستغرق الزوج النجمي ما لا يقل عن 1270 سنة لإكمال المدار.